# Avelina Prat
Avelina Prat (nacida en 1972) es una arquitecta, cineasta y supervisora de guiones española.

## Vida y carrera
Avelina Prat nació en Valencia en 1972. Antes de entrar en la industria cinematográfica, trabajó como arquitecta. A partir de 2004, trabajó como supervisora de guion en más de 30 largometrajes, incluida La reina de España, en la que también apareció como actriz interpretando a una supervisora de guion. También dirigió los cortometrajes 208 palabras y 3/105 (presentado al Festival de Cine de Venecia en 2014).
Su debut como directora de largometrajes, Vasil, se estrenó en la Seminci de 2022. Le siguió Una quinta portuguesa (2025), que se estrenó en el 28.º Festival de Cine de Málaga.

## Reconocimientos
| Año  | Premio             | Categoría | Obra  | Resultado | Ref.  |
| ---- | ------------------ | --- | ----- | --------- | ----- |
| 2022 | V Premios Berlanga | Mejor director | Vasil |           | [ 7 ] |
| 2022 | V Premios Berlanga | Mejor guion | Vasil |           | [ 7 ] |
| 2023 | XV Premios Gaudí   | rowspan="" style="background-color: var(--background-color-success-subtle, #cccccc); color:inherit;; text-align:center; vertical-align:middle;" \| | Vasil | [ 8 ]     |       |